# Cathédrale d'Essen
La cathédrale d'Essen (Essener Münster en allemand, ou plus exactement cathédrale Saints-Côme-et-Damien-et-Marie) est un édifice religieux allemand, siège du diocèse catholique d'Essen, en Rhénanie-du-Nord-Westphalie.
La cathédrale est dédiée aux saints Côme et Damien et à la Vierge Marie.

## Histoire
La cathédrale était autrefois l'église collégiale de l'abbaye d'Essen, fondée vers 845 par saint Altfrid, évêque de Hildesheim, autour de laquelle la ville d'Essen s'est développée.
Le bâtiment actuel, qui a été reconstruit après sa destruction pendant la Seconde Guerre mondiale, est une église gothique, construite après 1275 en grès pâle. Le massif occidental de forme octogonale et la crypte sont des survivants de l'édifice ottonien pré-roman qui se trouvait ici. Au nord de l'église se trouve un cloître qui servait autrefois à l'abbaye.
La cathédrale est réputée pour son trésor (Xe et XIe siècles) qui abrite la Vierge d'or (Goldene Madonna), considérée comme la plus vieille d'Occident (980), et des croix processionnelles des Xe et XIe siècles dont le fameux crucifix de Mathilde.
Le premier évêque d'Essen, le cardinal Hengsbach, y a été enterré en 1991.

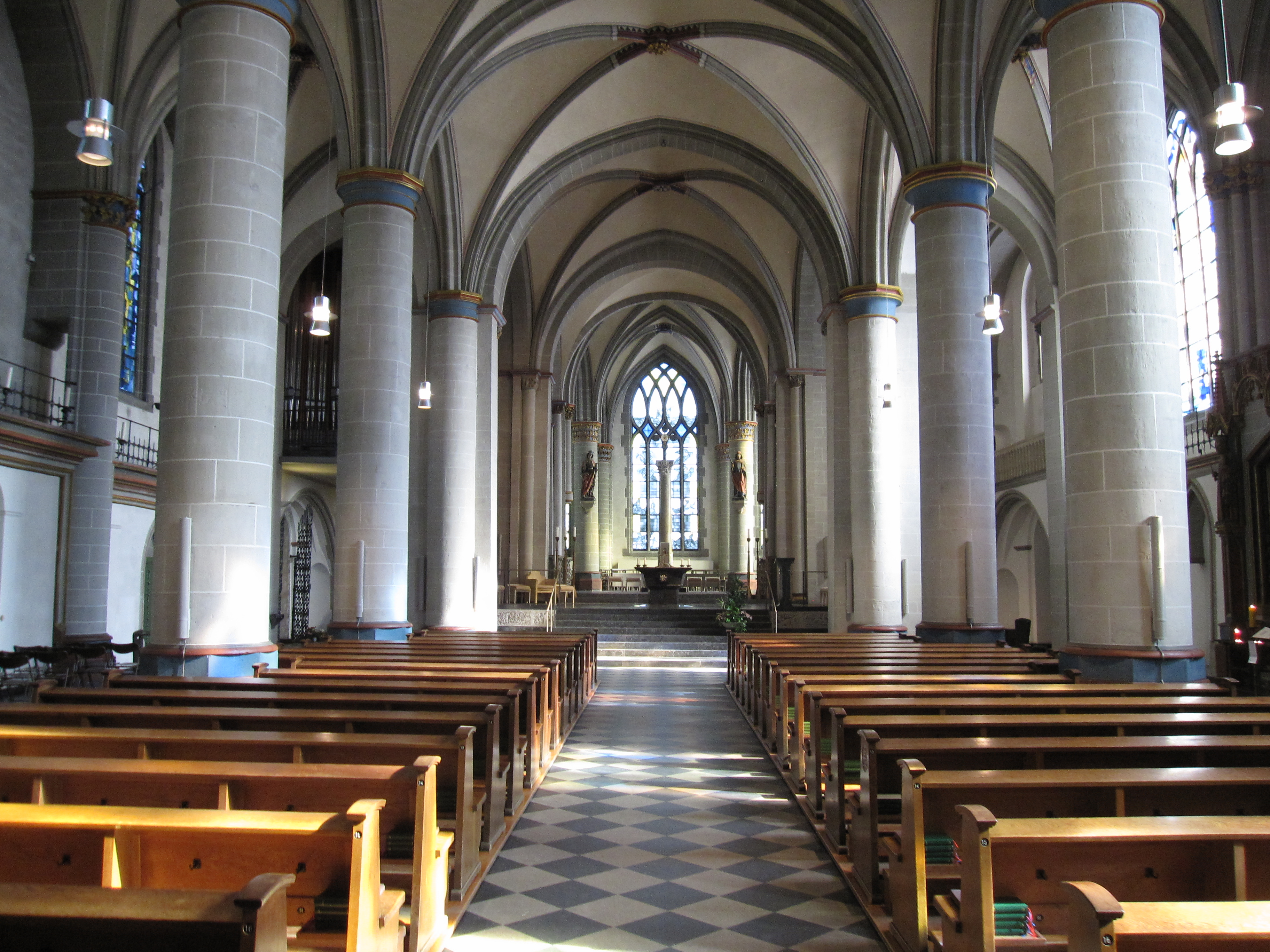
La nef et le chœur.
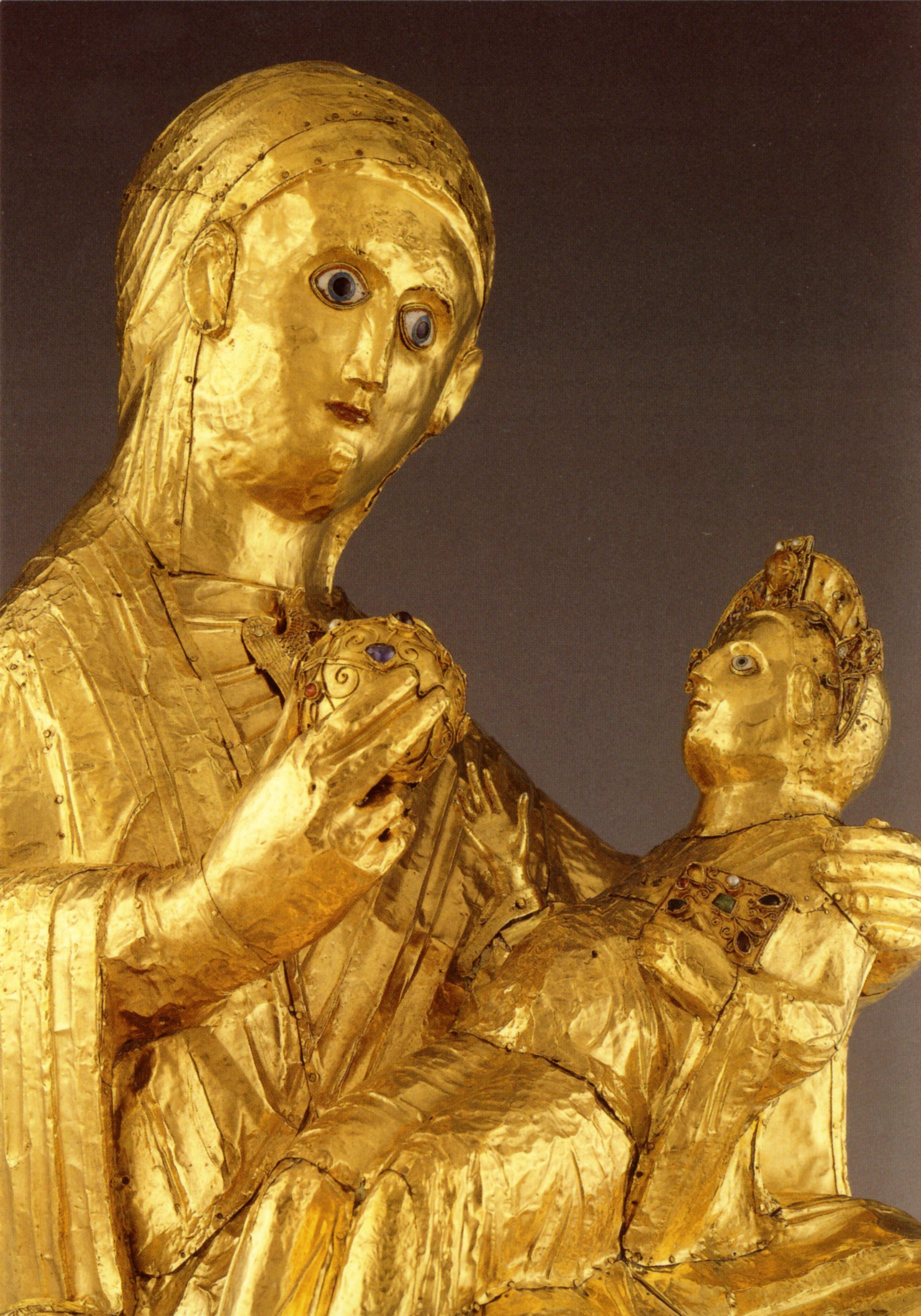
La Vierge d'or.
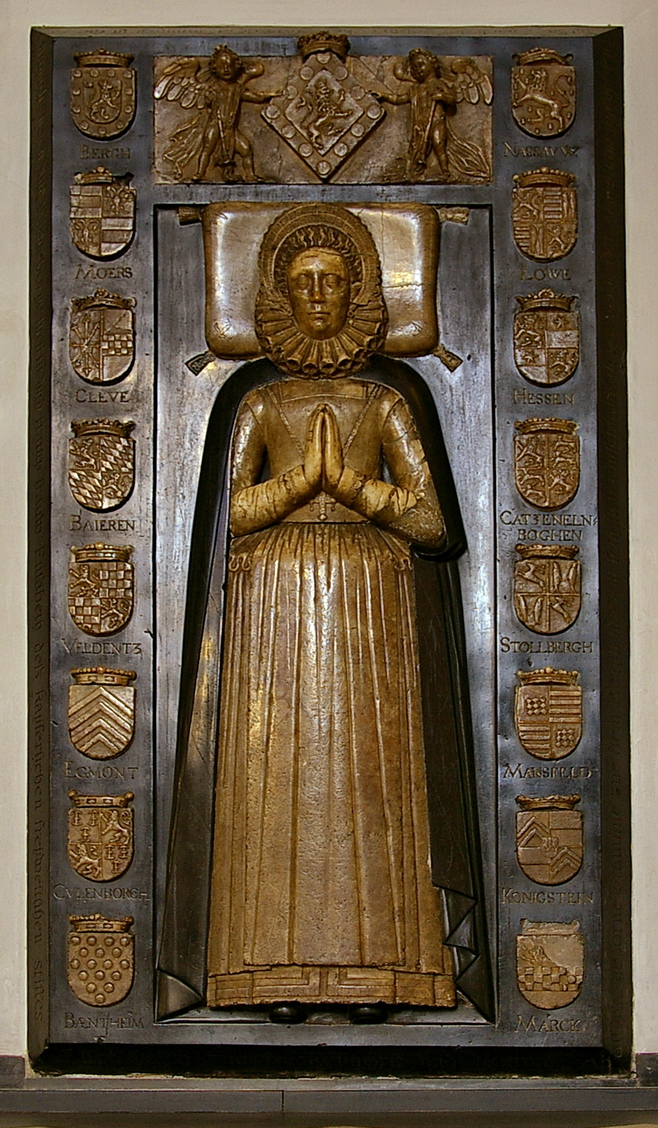
Plaque funéraire de l'abbesse  Elisabeth von Bergh (de).

## Source
- (en) Cet article est partiellement ou en totalité issu de l’article de Wikipédia en anglais intitulé « Essen Minster » (voir la liste des auteurs).